# Philipp Christoph Zeller
Philipp Christoph Zeller, född 9 april 1808 i Steinheim an der Murr, död 27 mars 1883 i Stettin, var en tysk lärare och entomolog.
Familjen flyttade till Frankfurt an der Oder och där besökte Zeller gymnasiet. Han hade tidigt ett intresse för insekter men entomologi var inget ämne i skolan. Han blev därför autodidakt genom att skriva av zoologiska böcker. Zeller blev lärare och han undervisade bland annat i Glogau (idag Głogów) och Meseritz (idag Międzyrzecz). 1869 flyttade Zeller till Stettin som hade ett entomologiskt sällskap.
I motsats till flera andra entomologer av hans tid som främst beskrev nya arter började Zeller utreda systematiken inom ordningarna skalbaggar (Coleoptera) och tvåvingar (Diptera). Tillsammans med Henry Tibbats Stainton, Heinrich Frey och John William Douglas skrev Zeller The Natural History of the Tineinae (Tineinae = äkta malar) som utkom i 13 band och i flera språk.
Zeller beskrev och namngav 186 nya släkten av nattfjärilar. En del av hans samling donerades till Natural History Museum i London.